# Labeo dero
Labeo dero és una espècie de peix cipriniforme de la família dels ciprínids.

## Morfologia
Els mascles poden assolir els 75 cm de longitud total.

## Distribució geogràfica
Es troba a Àsia: Pakistan, Índia, Nepal, Bangladesh, Myanmar, Xina i, possiblement també, a Sri Lanka. També present a l'Iran, Afganistan i Bhutan.